# Carlos Alexandre Souza Silva
Carlos Alexandre Souza Silva (født 1. august 1986) er en brasiliansk fodboldspiller.